# Marinenachrichtendienst
Marinenachrichtendienst ist die Bezeichnung für den Nachrichtendienst der Marine eines Landes. In vielen Ländern besteht zur Sicherung der Seestreitkräfte ein marineeigener Nachrichtendienst, dessen Hauptaufgabe in der Überwachung der Seestreitkräfte anderer Nationen besteht.
Als Beispiele für ausländische Marinenachrichtendienste sei der Nachrichtendienst der Marine der Vereinigten Staaten von Amerika genannt, welcher 1882 unter dem Namen Office of Naval Intelligence (ONI) gegründet wurde. Der Nachrichtendienst der britischen Marine wurde ebenfalls 1882 unter dem Namen Foreign Intelligence Committee gegründet und 1887 in Naval Intelligence Department (NID) umbenannt.

## Die Entwicklung des deutschen Marinenachrichtendienstes bis 1945

### Von seiner Entstehung bis 1918
Als militärischer Geheimdienst der kaiserlichen deutschen Marine muss sowohl die Nachrichtenbüro (Abteilung N) des Reichsmarineamtes als auch das Nachrichtenbüro (später Nachrichten-Abteilung, kurz N) im Admiralstabes betrachtet werden.

#### Nachrichtenbüro im Reichsmarineamt von 1897 bis 1918

##### Geschichte
Das Nachrichtenbüro im Reichsmarineamt war 1897 durch den Staatssekretär im Reichsmarineamt Alfred von Tirpitz gebildet worden. Als erster Vorstand wirkte hier ab 1. Oktober 1897 August von Heeringen. Diesem einen Stabsoffizier standen zwei jüngere Offiziere als Dezernenten zur Seite. In der Zeit der Dienststelle gab es auch Besetzungen von bis zu 5 Offizieren und mit zusätzlichen Hilfskräften.
Aufgabe des Nachrichtenbüros war die Informationssammlung, Auswertung und Weitergabe in Form von Nachrichten, Artikeln, Sachberichten oder Publikationen über marinebezogene Abläufe und Ereignisse. Die Informationssammlung erfolgte aus drei Richtungen. 1. Obligatorische und auftragsbezogene Berichterstattung der Marineattachés 2. Berichterstattung durch die im Ausland eingesetzten Schiffe und aus häufig angelaufenen Häfen 3. Auswertung der in- und ausländischen Presse. Auf dieser Grundlage wurde eine intensive Propagandaarbeit mit dem Ziel betrieben, an der Umsetzung der erlassenen Flottengesetze und am Aufbau der kaiserlichen Kriegsflotte mit öffentlicher und politischer Akzeptanz mitzuwirken. Diese Arbeit erfolgte mit der vordergründigen Blickrichtung einer Beeinflussung von Politik, Entscheidungsträgern und der Öffentlichkeit im Sinne der maritimen Rüstungsziele. Jedoch befand sich mit der Inkraftsetzung des 2. Flottengesetzes am 1. Juli 1900 die Nachrichtenstelle (N) bereits über dem Höhepunkt ihres Wirkens seit der Gründung 1897 und die Personalstärke war zu diesem Zeitpunkt bereits auf zwei Offiziere und wenige Hilfskräfte abgesenkt worden. Die größten zeitlichen Aufwendungen waren durch den bestehenden Lesedienst erforderlich. Das betraf die fortlaufende Sichtung von Publikationen aus 163 Zeitungs- und Zeitschriftenverlagen sowie anderer Nachrichtenbüros und die Analyse von marinerelevanten Themen daraus. Die Ergebnisse dieser Informationsrecherchen wurden in Form von marinebezogenen Kurznachrichten, Bulletins und Zusammenfassungen in schriftlicher Form an Zeitungsverlage, Journalisten, Pressestellen von Unternehmen und vereinzelt auch an Reichsministerien weitergegeben. Letzteres war insofern schwierig, da innerhalb der Ministerien die Hoheit für Pressemitteilungen unter den Behörden in dieser Zeit beim Auswärtigen Amt lag. Aber das Nachrichtenbüro war auch bereits dazu übergegangen, eigene Publikationen, maritime Literatur und Zeitschriften herauszugeben oder inhaltlich mitzugestalten. Das betraf vor allem die Zeitschriften Marine-Rundschau und den Nauticus – Jahrbuch für Deutschlands Seeinteressen, der 1899 noch zaghaft und ab dem Jahrgang 1900 dann regelmäßig herausgegeben wurde.
Zusätzlich wurden Informations- und Propagandaschriften zentral verteilt und teilweise Veröffentlichungen vor der Drucklegung geprüft. Mit dieser Art der Propaganda sollte eine Vielzahl wichtiger Personen, wie Schriftsteller aber auch Reichstagsabgeordnete, erreicht und in ihrer Meinung gezielt beeinflusst werden. Zielsetzung war es, zu einer positiven Grundstimmung in der Bevölkerung hinsichtlich des Flottenaufbaus in dem Ausmaß beizutragen, dass das Deutsche Reich zur zweitgrößten Flottenmacht seiner Zeit werden konnte. Relativ unregelmäßig wurde durch den jeweiligen Vorstand Pressetermin im Reichstagsgebäude abgehalten. Jedoch war das eher die Domäne der Abt. III b im Großen Generalstab. Ab 1908 wurde dazu übergegangen regionale Pressestelle in deutschen Häfen, später genannt Nachrichtensammelstellen, einzurichten.
Bei Kriegsausbruch 1914 wurden die Aufgaben anhand des Kriegsgeschäftsverteilungsplans präzisiert und das Nachrichtenbüro sollte mit der deutschen Presse zusammenarbeiten, während die 1901 eingerichtete Nachrichten-Abteilung des Admiralstabs die ausländische Presse bedienen sollte. Das Nachrichtenbüro wurde dafür dem Admiralstab zugeordnet, verblieb aber formal als Abteilung im Reichsmarineamt. Nachdem Tirpitz im März 1916 als Staatssekretär des Marineamtes zurückgetreten war, wurde die Nachrichten-Abteilung teilweise dem Admiralstab unterstellt, kurze Zeit später aber vollständig zusammengelegt und unter die Kontrolle des Admiralstabs gestellt.

##### Vorstände
- Fregattenkapitän August von Heeringen: von 1897 bis 1900
- Fregattenkapitän Hermann Jacobsen: von 1900 bis 1902
- Kapitän zur See Job von Witzleben: von 1902 bis 1905
- Kapitän zur See Franz von Holleben: von 1905 und 1906
- Korvettenkapitän Karl Boy-Ed: von 1906 bis 1909[6]
- Kapitän zur See Carl Hollweg: von 1909 bis 1912
- Kapitän zur See Heinrich Löhlein: von 1912 bis 1915
- Kapitän zur See Paul Fischer: 1915
- Kapitän zur See Wilhelm Widenmann: von 1915 bis 1916
- Korvettenkapitän Horst Rieder: 1916
- Kapitän zur See Karl Boy-Ed: von 1916 bis 1918[6]
- Korvettenkapitän Albert Scheibe: von 1918 bis zur Auflösung

#### Nachrichten-Abteilung N im Admiralstab von 1900 bis 1918

##### Geschichte
Auf Initiative von Admiral Otto von Diederichs – damaliger Chef des Admiralstabes – wurde 1901 das Nachrichtenbüro im Admiralstab eingerichtet und kurze Zeit später in Nachrichten-Abteilung (kurz N) umbenannt. Den Standort bezog die Abteilung im Gebäude des Admiralstabs in der Königgrätzer Straße 70 in Berlin. Die Einrichtung der Abteilung geschah trotz der Mittelkürzung durch Alfred von Tirpitz und in der Folge wurden die Auseinandersetzungen zwischen den beiden Bereichen weiter verschärft. Diederichs sah die Einrichtung der Nachrichten-Abteilung als Chance an eine Eigenständigkeit ohne die Kontrolle von Tirpitz zu erreichen. Tirpitz probierte, durch weitere Mittelkürzungen die Funktionsfähigkeit der Abteilung einzuschränken. Entgegen dieser Auseinandersetzungen wuchs die Mitarbeiterzahl auf vier an.
Als Besonderheit unterschrieb der Direktor mit einem N gefolgt vom ersten Buchstaben seines Nachnamens. Die zugeordneten Agenten wurden in die Kategorien Berichterstatter (BE) oder Vertrauensmänner (VM) unterteilt. Einem BE war ein Hauptberichterstatter (HBE) zugeordnet. Weitere Personen in der Organisation kannte der BE nicht. Die Agenten wurden unterschiedlichen Einsatzgebieten zugeordnet. Neben Europa gab es die Einsatzgebiete Ostafrika, Westafrika, Ostasien, Australien, Westamerika und Ostamerika inkl. Zentralamerika und die Karibik. Die ausländischen Gebiete bezogen sich besonders auf die deutschen Kolonien.
In der Folge wurden aufgabenbezogene Unterabteilungen gebildet. Spionageaktivitäten wurden über die Unterabteilung NI abgewickelt. Hier war ab 1913 Fritz Prieger Leiter. Für N und NI wurde ein Admiralstabssekretär abgestellt. Ein bekannter Spion der Unterabteilung war Carl Hans Lody. Das sogenannte Referat hatte den Schwerpunkt der nachrichtendienstlichen Informationsbeschaffung zu den potentiellen Kriegsgegner England und Frankreich.
Ab 1911 etablierte sich für den internationalen Bereich, welcher sich auf feindliche Schiffsbewegungen spezialisiert hatte, der Name Kriegsnachrichtenwesen (KNW). Auch in diesem Bereich wurden die Aufgaben ab Kriegsbeginn anhand des Kriegsgeschäftsverteilungsplans präzisiert. Mit der Unterbrechung der Kommunikationsverbindung nach England 1914 wurde die Spionagetätigkeit erheblich eingeschränkt.
Nach der Kriegserklärung im August 1914 wurden 21 deutsche Spione des Referats durch den neu gegründeten MI5 verhaftet. Um 1915 unterstützte der ehemalige und spätere Vorstand des Nachrichtenbüros im Reichsmarineamt Karl Boy-Ed in seiner Funktion als Marineattaché in Washington die amerikanischen Agententätigkeiten der Nachrichten-Abteilung.
Während des Krieges wurde die Abteilung G (Gegenspionage) als zusätzliche Abteilung gebildet. Diese wurde vom Frühjahr 1916 an vom späteren Direktor der Nachrichten-Abteilung, Paul Ebert, geleitet.
Für Sabotageoperationen folgte im Herbst 1916 die Einrichtung von NIV. Hauptsitz war in der Lützowstraße und zur Tarnung waren die „Agatit-Werke“ gegründet worden. Erster Direktor der Einrichtung war kurz der Korvettenkapitän Alfred Lassen (* 1875). Es folgte von August 1916 bis März 1917 Fregattenkapitän Paul Reichardt und anschließend der Bruder des ersten Direktors der Einrichtung, Korvettenkapitän August Lassen (* 1881).
Im November 1917 ging UC 57 bei einem Sondereinsatz des Nachrichtendienstes verloren. U 156 und U 157 liefen im Dezember 1917 mit Ziel Kanarische Inseln zu einem Sondereinsatz für die Einfuhr von Wolframerz aus. Die Übernahme wurde durch den britischen Marinenachrichtendienst (Room 40) enttarnt und die Übernahme des Erzes konnte verhindert werden.
Während des Krieges war Wilhelm Canaris zeitweise der Nachrichten-Abteilung zugeteilt.
Mit Kriegsende vernichtete die Nachrichtenabteilung des Admiralstabes große Teile ihres Aktenbestand. Im Marineabwicklungsamt war Fritz Prieger nach dem Krieg für die Abwicklung des Marinenachrichtendienstes zuständig.

##### Direktoren
- Kapitän z.S. Arthur Tapken: von 1901 bis März 1914 als Direktor ausgewiesen, aber bereits seit 1902 im Admiralsstab mit zeitlichen Lücken präsent
- Fregattenkapitän Walter Isendahl: von März 1914 bis Februar 1918
- Kapitän z.S. Paul Ebert: von Februar 1918 bis zur Auflösung

#### Funkaufklärung für den Seekrieg von 1914 bis 1917

##### Geschichte
Während des Ersten Weltkrieges zeigte sich die Abteilung N unfähig, die für ein brauchbares Lagebild notwendigen Informationen zu liefern. Zur wichtigsten Nachrichtenquelle der Marineführung entwickelte sich die Funkaufklärung, die außerhalb von ihr entstand und über die Zeit des Bestehens nie in ihren Zuständigkeitsbereich fiel. Initiiert wurde die Funkaufklärung für den Seekrieg von der Armee, insbesondere vom Chef der Feldtelegrafie im Großen Generalstab. Diese waren von August 1914 bis Dezember 1914 William Balck, dann bis Mitte 1917 Hans von Wolff. Dessen Ansprechpartner bei der Marine war der Dezernent für Signal- und Funkentelegraphie-Wesen in der Operationsgruppe im Admiralstab der Marine, dem damit in diesem die Zuständigkeit für die Funkaufklärung zufiel.
Ende Oktober 1914 wurde durch das bayerische Funkerkommando 6 des Armeeoberkommandos 6 (eigentlich Funk-Kommando der 6. Armee) in Lille ein britischer Chiffrierschlüssel entziffert. Im März 1915 entschlüsselte der Kriegsfreiwillige Ludwig Föppl hier den Code für "What is your position?". Am 2. Juni 1915 übernahm der spätere Generalmajor der Wehrmacht Hauptmann Karl Prügel die Führung des Funkerkommandos.
Im Juli 1915 wurde ein Marineoffizier zur Unterstützung der Heereseinheit nach Lille geschickt. Die Motivation der Marine für diese Maßnahme lässt sich final nicht feststellen. Bonatz vermutet die Motivation in dem Erfolg des Heeres bei der Funkaufklärung, aber auch eine Einladung des Heeres zur Überprüfung der Arbeiten durch die Marine wurde vermutet. Ebenso könnte die Einschätzung der Marine bestanden haben, dass die Armee die für die Marine relevanten Nachrichten nicht mit der geeigneten Sorgfalt behandeln würde. Der Führer der Unterseeboote, Hermann Bauer, formulierte diese in einem Schreiben an das Kommando der Hochseestreitkräfte Mitte Juni 1915. Das Funkerkommando 6 würde die wichtigen Nachrichten, besonders zu den britischen U-Bootbewegungen, zu spät weiterleiten. Bauer schlägt vor, einen Marineoffizier mit Erfahrung im U-Boot-Krieg nach Lille zum Funkerkommando 6 zu entsenden, um die für die Marine wichtigen Nachrichten direkt auszuwählen. Daraufhin wird im Juli 1915 aus Kiel Kapitänleutnant Felix Gartmann nach Lille kommandiert. Bereits im gleichen Monat wird die Einrichtung einer Nachrichtenabteilung beim Funkerkommando 6 befohlen und Gartmann abgezogen. Im August 1915 wird Kapitänleutnant Martin Braune Chef der Nachrichtenabteilung, welcher ab Februar 1916 Chef der Hauptstelle in Neumünster wurde.
Mitte November 1915 wurde u. a. die Einrichtung einer Entzifferungsstelle Ost (E-Stelle bzw. E-Dienst) durch die Marine befohlen. Erst Anfang Februar 1916 konnten die so eingerichteten Stellen mit der Arbeit beginnen. Die B- (Beobachtungs-) und E-Hauptstelle in Neumünster entstand und die E-Stelle Brügge wurde E-Stelle West. Daneben existierte noch die E-Stelle Nord (Tønder) und die E-Stelle Ost (Libau). Die E-Stelle West wurde dem Marinekorps unterstellt und war besonders für die Informationsgabe an die U-Flottille Flandern verantwortlich. Der Admiralstab und die Hochseeflotte hatte in der Hauptstelle in Neumünster, welche durch die E-Stelle Nord unterstützt wurde, die erforderliche nachrichtentechnische Unterstützung. Die Ostsee wurde durch die E-Stelle Ost in Libau bedient. Ab Mai 1916, u. a. mit der Anweisungen für den Entzifferungsdienst konnte der E-Dienst der Marine als eingerichtet angesehen werden.
Ende Oktober 1916 waren bei der Funkerkommando 6 fünf FT-Stationen, u. a. die Abhörstation Roubaix bei Lille, eingerichtet, welche sowohl das Heer als auch die Marine bedienten.
Weitere B- und E-Stellen zur Unterstützung der Marine entstanden. Für das östliche Mittelmeer wurde eine Stelle in Üsküb in Serbien eingerichtet. Eine weitere wurde Ende 1917 auf dem Dampfer Wien in Pola aufgebaut, welche das mittlere und westliche Mittelmeer überwachen sollte.

### In der Weimarer Republik (1919–1932)

#### Geschichte
Die Niederlage Deutschlands im Ersten Weltkrieg bedingte die Auflösung der bestehenden Militärstrukturen, einschließlich des Marinenachrichtendienstes. Mehrere Offiziere wurden zur Abwicklung und Sicherung der im Ausland befindlichen Gruppen und deren Quellen eingesetzt. Offiziell gab es keine deutschen Geheimdienste mehr. Fritz Prieger als ehemaliger Leiter des Referates NI der Nachrichten-Abteilung N im Admiralstab wurde offiziell mit der Auflösung der Nachrichten-Abteilung betraut.
Der Entzifferungsdienst wurde offiziell aufgelöst, Braune vorübergehend zum Admiralsstab kommandiert, um jedoch den Arbeitsgegenstand zu sichern. Im April 1919 wurde aber wieder eine kleine Arbeitsgruppe für die Funkaufklärung mit acht Mitarbeitern unter Leitung Braunes eingerichtet. Das Personal schied in der Folge aus der Marine aus und erhielt den Status von Zivilangestellten. Die Arbeitsgruppe kehrte jedoch bei der Neuorganisation im Juli 1919 zur Admiralität und später zur Marineleitung zurück.
Der Stellenwert der Marine sank in den folgenden Jahren und eine Nachrichtenstelle für Marine und Heer, die aber personell getrennt waren, wurde im Reichswehrministerium, bzw. dem Truppenamt, eingerichtet.
Ab 1921 wurde durch das Allgemeine Marineamt der Reichsmarine wieder die Marine-Rundschau herausgegeben, andere ehemalige Organe, wie der Nauticus, wurden bis 1933 privat, dann wieder staatlich, herausgegeben.
Die auch nach dem Krieg ab 1919 bestehende Nachrichtenstelle für die Marine im Marineamt war der Marinenachrichtendienst. Zusätzlich war ab 1919 war im Reichswehrministerium bereits eine Gruppe unter dem Namen Abwehr für nachrichtendienstliche Aufgaben des Heeres eingerichtet. Diese verblieb auch nach der Umbenennung zum Truppenamt bei der Heeresstatistischen Abteilung (T3), welche im April 1928 nach der Herauslösung der Abwehr aus dem Truppenamt den Marinenachrichtendienst wieder integrierte, Mit diesem Schritt wurde er aus dem Blickfeld der Öffentlichkeit, in die er durch die Lohmann-Affäre geraten war, genommen und dem Reichswehrminister Wilhelm Groener direkt unterstellt. Die Funkabwehr der Marine nutzte zu diesem Zeitpunkt mit als Erster neben den sowjetischen Diensten Kurzwellenfunk. Mit der Neuaufstellung der Abwehrabteilung wurden drei große Bereiche für Heer, Luftwaffe und Marine gebildet. Ab 1923 bestand ein geheimes Rüstungsprojekt für den Bau der neuen U-Bootklasse IIA, welche durch den Marinenachrichtendienst abgesichert wurden und wobei die Konstruktionsunterlagen in die Türkei, nach Japan, Spanien und Finnland verkauft wurden. Zum Teil wurde auch, vorher durch den Marinenachrichtendienst überprüfte, Ingenieure und Schiffbautechniker, mit übergeben.
Ab August 1927 gelangten die geheimen und illegalen Machenschaften des Chefs der Seetransportabteilung in der Marineleitung, Kapitän zur See Walter Lohmann, an die Öffentlichkeit. Lohmann hatte "schwarzen Kassen" der Kriegsmarine verwaltet und u. a. diese sowohl für die Organisation verbotener Rüstungsprojekte, zu denen auch der U-Boot-Bau und die Schnellbote-Entwicklung gehörten, als auch für den Aufbau des Marinenachrichtendienstes verwendet.
Innerhalb der neuen Organisation konnte der ehemalige Marinenachrichtendienst eine gewisse Eigenständigkeit bewahren und in der Folge gab es ab 1932 vorsichtige Bestrebungen die geheimdienstlichen Aktivitäten des Heeres und der Marine wieder organisatorisch zu trennen. Diese wurden nach der Machtergreifung der Nationalsozialisten 1933 schrittweise ab Herbst des Jahres und vollständig bis Oktober 1934 vollzogen.

#### Gliederung des Marinenachrichtendienstes in der Abwehr I
Die Abteilung I „Geheimer Meldedienst“ (auch Abwehr I) war für Aufklärung/Erkundung bzw. Nachrichtenbeschaffung verantwortlich, mit II gab es als sogenannte Sonderdienst ein Chiffrier- und Funkhorchdienst und III bildete die Spionageabwehr und Gegenspionage. Als Nachfolger des Marinenachrichtendienstes kann am ehesten die Gruppe I/M (Marine) Geheimer Meldedienst Marine der Abteilung I gesehen werden. Neben der Gruppe I/M für die Marine existierte noch eine Gruppe I/H für das Heer und eine Gruppe I/L für die Luftwaffe.
Der Gruppenleiter von I/M hatte die Leitung über den geheimen Meldedienst der Marine und hielt u. a. Verbindung zur Abteilung III und der Seekriegsleitung (Skl). Ebenso oblag dem Leiter in Marineangelegenheiten der Kontakt zu Marine- und Militärattachés fremder Streitkräfte. Die Gruppe war in zwei Untergruppen aufgeteilt. Die erste Untergruppe hatte drei Referate. Referat I/M West hatte das Erkundungsgebiet im Westen und in Übersee und u. a. den Austausch mit Spanien und Italien zu realisieren. Zusätzlich fiel noch die Betreuung der Marinestandorte Hamburg, Bremen, Kiel, Wilhelmshaven, Köln und Stuttgart dieser Gruppe zu. Das Referat I/M West/Nord war für Marineerkundungen bzgl. England einschließlich der englischen Überseegebiete und den USA verantwortlich. Die Arbeiten in den skandinavischen Ländern ohne Finnland liefen über dieses Referat. Marineerkundungen von Frankreich einschließlich der französischen Gebiete und die Arbeiten in den Benelux-Staaten war dem Referat I/M West/Süd der ersten Untergruppe zugeteilt. In der zweiten Untergruppe folgte das Referat I/M Ost für Marineerkundungen im Osten und der Betreuung der Marinestützpunkte in Stettin, Königsberg und Wien. Kontaktaustausch wurde dem Referat zu Finnland, Estland, Bulgarien, Japan und Ungarn zugeteilt. Das Referat I/M Ost/Nord hatte Marineerkundungen zu Russland und Polen über den Nordweg vorzunehmen und die Arbeiten in Litauen und Lettland durchzuführen. Den Südweg zu Russland und Polen hatte das Referat I/M Ost/Süd zugewiesen bekommen. Hierüber folgte das Betätigungsgebiet Rumänien, Griechenland, Türkei, Iran und Afghanistan. Das Referat M/t hatte die Erkundung der Technik und Wirtschaft in Bezug auf Marinebelange durchzuführen.

### Von der NS-Machtergreifung bis zum Zweiten Weltkrieg (1933–1939)
Mit der Machtergreifung 1933 änderte sich nochmal die Organisation der militärischen Nachrichtendienste. Der B-Dienst wurde wieder nach Berlin zurückverlegt und dem Marinekommandoamt A zugeteilt.
Innerhalb des Oberkommandos der Marine wurde der Marinenachrichtendienst (3/Skl) am 1. Oktober 1937 in die Seekriegsleitung eingegliedert. Gleichzeitig ging die Marinenachrichteninspektion als eigenständige Abteilung der Marinestation der Ostsee aus der Torpedoinspektion hervor. Im Allgemeinen Marineamt (B) wurde gleichzeitig die Abteilung Technisches Nachrichtenwesen gegründet. Sie wurde bei Kriegsbeginn als Amtsgruppe NWa dem Marinewaffenhauptamt angegliedert.
Von 30. September 1934 bis Ende 1939 war der Kapitän zur See Theodor Arps Leiter der Abteilung Marinenachrichtendienst (3/Skl). Die Funkaufklärung, welche der Abteilung zugeordnet war, betrieb 1937/38 die Zentral-Leitstelle in Berlin und drei weitere Leitstellen (Nord: Neumünster, Mitte: Soest, Süd: Langenargen). Zusätzlich existierten vier Hauptpeilstellen (Wilhelmshaven, Flensburg, Swinemünde, Pillau) und acht Nebenpeilstellen entlang der Nord- und Ostseeküste (Borkum, Cuxhaven, Arkona, Darss, Falshöft, Stolpmünde, Memel, Windau).

### Im Zweiten Weltkrieg (1940–1945)

#### Abteilung Marinenachrichtendienst (2/Skl und 4/Skl)
Im Januar 1940 folgte eine Aufteilung in die Abteilung Marinenachrichtendienst (2/Skl) und die Abteilung Nachrichtenauswertung (als neue 3/Skl unter Kapitän zur See Paul Wever). 2/Skl wurde anschließend bis zur erneuten Umgliederung von Fregattenkapitän Ludwig Stummel geleitet. Die Aufgabe von 2/Skl bestand in der Sammlung und Auswertung von Informationen über ausländische Seestreitkräfte und Flottenstützpunkte, Aufstellung und Zusammensetzung von Kampfgruppen (Task Forces), Schiffserkennung, technischen Daten etc. In der Abteilung 3/Skl wurde der Bereich Fremde Marinen und Funkaufklärung vereint. Der Bereich Funkaufklärung sollte im Juni 1941 wieder 2/Skl zugeteilt werden.
Mit dem Juni 1941 entstand eine eigene Amtsgruppe Marinenachrichtendienst (2/Skl) unter der Leitung von Konteradmiral Erhard Maertens, der zum September 1942 zum Vizeadmiral befördert wurde und bis Mai 1943 Chef des MND war. Zum gleichen Zeitpunkt wurde die Marinenachrichteninspektion aufgelöst und der neuen Amtsgruppe zugeordnet. Die ehemalige Abteilung 2/Skl wurde zur neuen Zentralabteilung (MND I). Die neue Amtsgruppe 2/Skl gliederte sich in eine Zentralabteilung (MND I), einem Generalreferat Nachrichtenübermittlungsdienst (MND II) und einem Generalreferat Funkaufklärung (MND III, auch B-Dienst genannt und von 3/Skl zugeteilt).
Folgende Generalreferats- bzw. Abteilungsleiter bei 2/Skl und der Nachfolgeorganisation 4/Skl existierten:
- für MND I: von der Einrichtung bis April 1943 Kapitän zur See Ludwig Stummel, dann bis September 1944 Kapitän zur See Johannes Möller
- für MND II: von Mai 1942 bis April 1943 Kapitän zur See Johannes Möller, von April 1943 bis Januar 1944 unter Kapitän zur See Max Kupfer und bis zur Auflösung Kapitän zur See Henno Lucan
- für MND III: von der Einrichtung bis Januar 1944 Kapitän zur See Heinz Bonatz und bis zur Auflösung Kapitän zur See Max Kupfer

Im November 1941 wurde erst MND III zur Abteilung Funkaufklärung vergrößert und im Mai 1942 dann MND II zur Abteilung Nachrichtenübermittlungsdienst aufgebaut.
Im März 1943 erfolgte mit der Eingliederung der neuen Unterseebootsführungsabteilung (als 2/Skl B.d.U. op) ein erneuter Umbau und die Amtsgruppe Marinenachrichtendienst wurde als 4/Skl neu gebildet. Zusätzlich wurde später die neu gebildete Abteilung Funkmessdienst (MND IV) der Amtsgruppe zugeteilt, welche im Juni 1944 mit der Aufstellung der Abteilung Ortungsdienst (5/Skl) aber wieder aufgelöst wurde. Stattdessen wurde im September 1944 die Abteilung Drahtnachrichtendienst (neue MND IV) unter Kapitän zur See Willy Thiel angegliedert und die Zentralabteilung (MND I) zum Generalreferat verkleinert. Die neue Amtsgruppe Marinenachrichtendienst (4/Skl) wurde bis Mitte August 1944 vom ehemaligen Leiter der Zentralabteilung und jetzigem Konteradmiral Ludwig Stummel geleitet. Anschließend übernahm bis Ende Juli 1945 der Kapitän zur See/Konteradmiral Fritz Krauss die Leitung.
Im Zuge des U-Boot-Krieges wurde basierend auf den Erkenntnissen des Marinenachrichtendienstes sogenannte U-Bootgruppen gebildet, welche in Rudeltaktik die gegnerischen Geleitzüge angreifen sollten. Im Laufe des Krieges verlor der B-Dienst seine Vormachtstellung und so konnte keine geeignete Aufklärung über die bevorstehende Landung der Alliierten in der Normandie getätigt werden. Im Gegensatz dazu gelang es dem britischen Operational Intelligence Centre (OIC) sogar, mit einer geschickt angelegten Funktäuschung ("Operation Fortitude") den deutschen Abwehrdienst auf eine falsche Fährte zu locken.
Am 1. Mai 1945 erfolgte die Verlegung des Marinenachrichtendienstes nach Mürwik, wo sich auch der letzte Reichspräsident Karl Dönitz mit der letzten Reichsregierung im dort neu eingerichteten Sonderbereich Mürwik niederließ. Nach der Bedingungslosen Kapitulation am 8. Mai 1945 erfolgte am 23. Mai 1945 in Mürwik die Verhaftung der letzten Reichsregierung.

#### Abteilung Nachrichtenauswertung (3/Skl)
Neben der Abteilung Marinenachrichtendienst (2/Skl) entstand im Januar 1940 aus der Aufteilung der ehemaligen Abteilung Marinenachrichtendienst (3/Skl) die Abteilung Nachrichtenauswertung (als neue 3/Skl). Sie umfasste die Gruppen, später Generalreferate, Fremde Marinen und Funkaufklärung. Die Funkaufklärung wurde im Juni 1941 wieder ausgegliedert.
Bis Mitte 1940 wurde die Abteilung von Kapitän zur See Paul Wever geleitet. Ihm folgte bis Mitte 1942 Gottfried Krüger als Leiter. Von 1942 bis Mitte 1944 waren erst der Kapitän zur See Norbert von Baumbach und anschließend bis Kriegsende der Konteradmiral Otto Schulz Leiter der Abteilung.

#### Eingeleitete Seeaktionen (Auswahl)
- Oktober 1942: Gruppierung der U-Bootgruppen Panther, Wotan und Leopard
- Dezember 1942: u. a. U 662, U 664 und U 346 auf der Suche nach aufgeklärtem alliierten Geleitzug ONS 154 vor Island
- März 1943: U 229 und U 384 auf der Suche nach aufgeklärten alliierten Geleitzügen SC 122 und HX 229
- Mitte März 1943: U-Bootgruppe Raubgraf zum Abfangen des Geleitzugs HX 229
- Mitte März 1943: U-Bootgruppe Seeteufel zum Abfangen von Geleitzügen, welche von Nordamerika südlich Island passieren sollten
- April 1943: U-Bootgruppe Donau I zum Abfangen von Geleitzügen, welche von Nordamerika aus den Atlantik überqueren sollten
- Mai 1943: U 436 zum Abfangen von Geleitzug HX 237
- September 1943: U-Bootgruppe Roßbach zum Abfangen von Geleitzügen, welche den Atlantik überqueren sollten, später durch neue Erkenntnisse zum Geleitzug SC 143 umgeleitet
- Dezember 1943: Lenkung der Kampfgruppe auf einen Konvoi mit etwa 40 Schiffen
- März 1945: Geleitzug JW 65

## Nach Kriegsende
Nach Ende des Krieges erhielt der britische Journalist Sefton Delmer den Auftrag die erste Nachrichtenagentur in der britischen Besatzungszone einzurichten. Er rekrutierte in Flensburg-Mürwik 63 ehemalige Mitarbeiter des Marinenachrichtendienstes, da diese sich mit dem Sammeln und Verteilen von Informationen auskannten. Unter den angeworbenen Mathematikern, Physikern und Nachrichtenhelferinnen befanden sich auch der Kapitän zur See Max Kupfer und Heinrich Böx. Noch im August 1945 zogen die angeworbenen Mitarbeiter nach Hamburg um, wo mit ihrer Hilfe der German News Service, die erste Nachrichtenagentur Deutschlands aufgebaut wurde. Daraus ging Anfang 1947 der Deutsche Pressedienst hervor.
Eine Fortführung eines eigenständigen Marinenachrichtendienstes im bundesdeutschen Raum gab es nicht. So wurde u. a. der letzte Leiter der Amtsgruppe Marinenachrichtendienst (4/Skl), Fritz Krauss, nach dem Krieg Chef des Deutschen Minenräumdienstes.
Ein allgemeiner militärischer Nachrichtendienst wurde in der Organisation Gehlen ab 1947 weitergeführt und diese wurde im April 1956 in den Bundesnachrichtendienst überführt. In der Organisation Gehlen existierte bis 1952 ein Referat Militärische Auswertung Heer und Marine unter Hans Hinrichs. Anschließend wurde die Auswertung Marine ein eigenständiges Referat unter Alfred Schulze-Hinrichs.

## Bekannte Personen
- Eugen Kalau vom Hofe: von 1899 bis 1901 Leiter der Zentralabteilung des Reichsmarineamtes, ab 1915 im Range eines Konteradmirals Marineschriftsteller im Auftrag des Nachrichtenbüros im Reichsmarineamt
- Friedrich Gädecke: 1900 im Nachrichtenbüro des Reichsmarineamtes, später Vizeadmiral
- Eduard Varrentrapp: von 1901 bis 1905 im Nachrichtenbüro des Reichsmarineamtes, später Konteradmiral
- Waldemar Vollerthun: von 1903 bis 1906 im Nachrichtenbüro des Reichsmarineamtes, später Konteradmiral
- Erich Raeder: von 1906 bis 1908 im Nachrichtenbüro des Reichsmarineamtes, im Zuge der Lohmann-Affäre zum Chef der Marineleitung ernannt und später Großadmiral
- Armgaard Karl Graves: 1911/1912 als Spion für die Nachrichten-Abteilung N im Admiralstab tätig, später als Doppelagent enttarnt
- Wilhelm Canaris: 1916, 1923, 1926, 1927/1928 als Informant, Akteur des Dienstes, Organisator des Sonderdienstes für die Marine, Beauftragter für Geheimruestung sowie nachrichtendienstliche Unterwanderung der Attachetaetigkeiten an den ausländischen Missionen Deutschlands taetig
- Norbert von Baumbach: 1921, 1924, 1927, 1933 Mitarbeiter, Organisator von Geheimruestungen der Marine, verwickelt in politische Verfahren zum Unterlaufen der Bestimmungen des Versailler Vertrages, Marineberater